# Bouddhisme au Vietnam

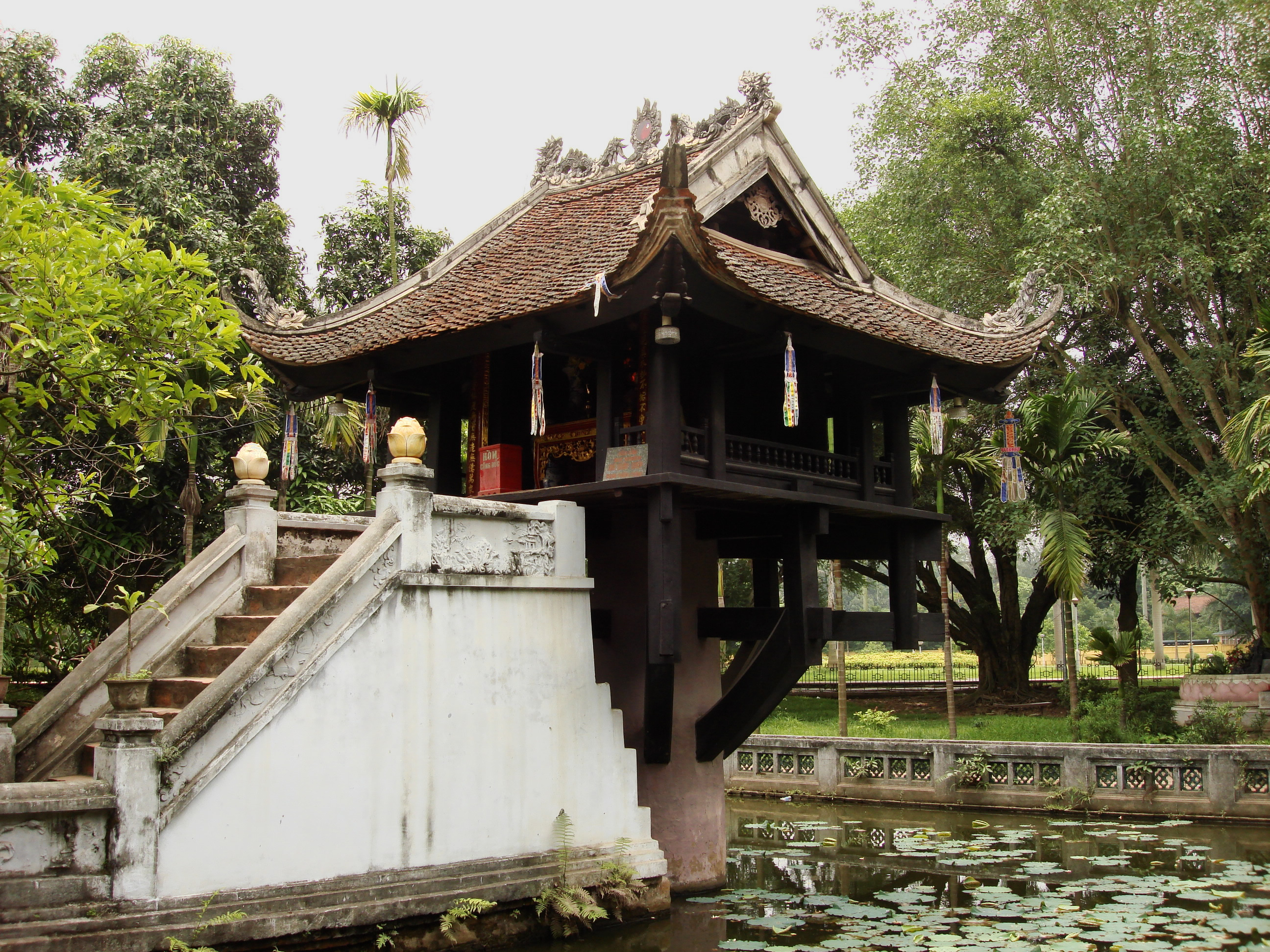
La Pagode au Pilier unique est un temple historique Mahayana bouddhiste à Hanoi, capitale du Viêt Nam.

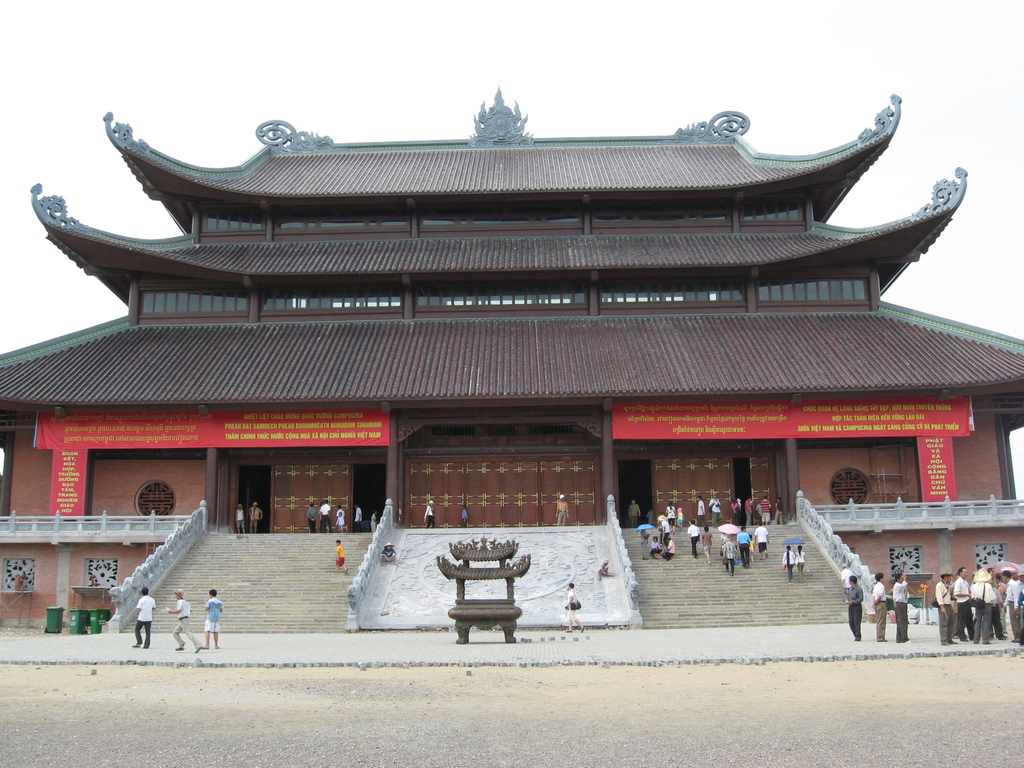
La Pagode Bái Đính est un complexe de temples bouddhistes Mahayana sur la montagne Bai Dinh.

Le bouddhisme au Vietnam est principalement de la tradition du Mahayana (tăng hùng Phật ou Phật Giáo en Vietnamien). Il s'est installé au Viêt Nam dès le IIIe ou IIe siècle avant notre ère, provenant de l'Asie du Sud ou de la Chine dans le Ier ou IIe siècle de notre ère. Le bouddhisme vietnamien a eu une relation syncrétique avec certains éléments du Taoïsme, de la religion traditionnelle chinoise et de la religion populaire vietnamienne (animiste). En 2014, il concernait 12,2 % de la population dans l'ensemble de ses obédiences ou 13,6 % si l'on y intègre Hòa Hảo.

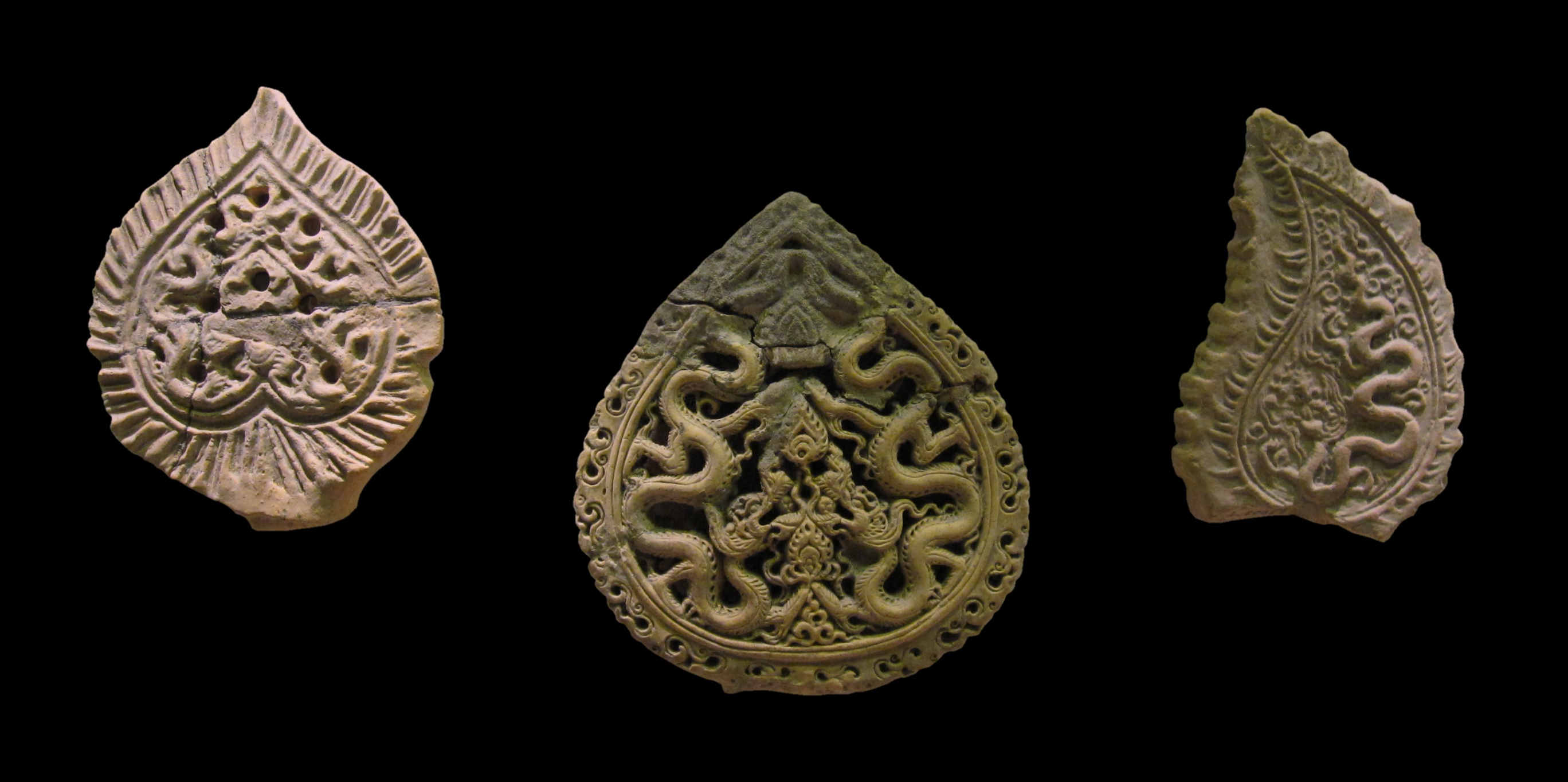
Feuilles de Bodhi en terre cuite avec motif de dragon (dynasties Ly-Trần, XI - XIV).

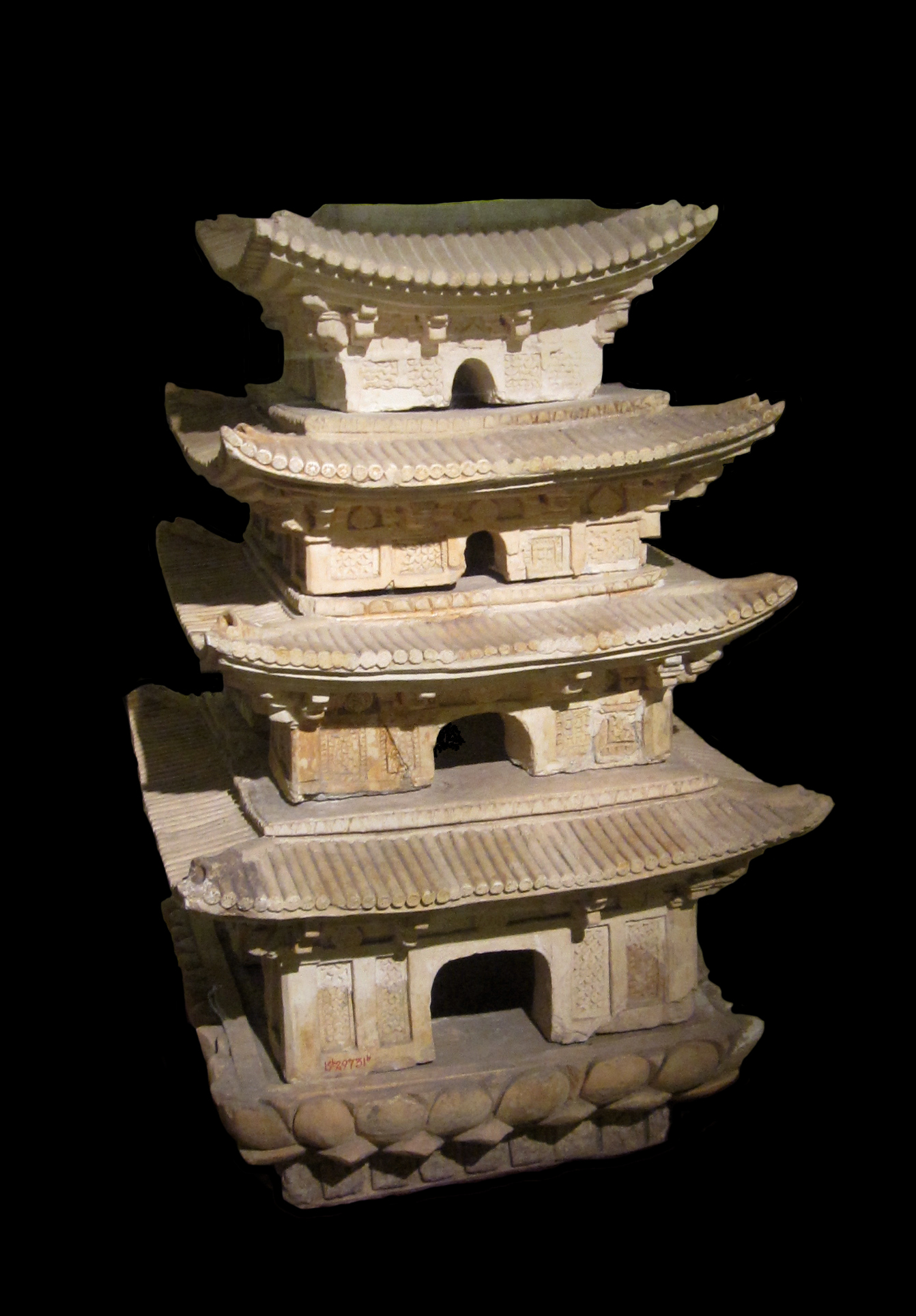
Pagode en céramique avec lotus, feuille de bodhi, et danseurs en décoration, Hanoi (dynastie Lý, XI - XIII).

## L'histoire

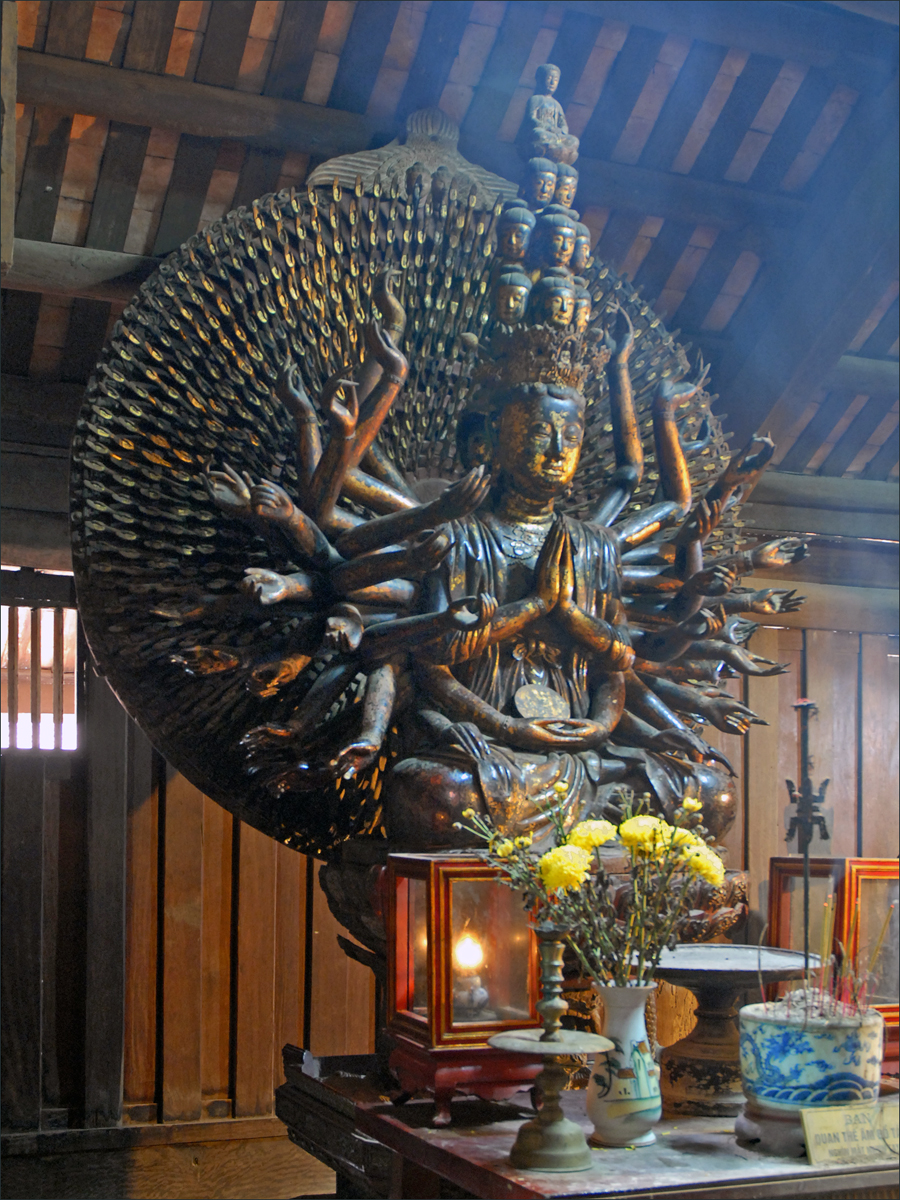
Statue d'Avalokiteśvara (Quan Âm en vietnamien), en bois laqué et doré, pagode Bút Tháp, datant de la période de la Dynastie Lê postérieure, portant l'inscription "Automne de l'année Bính Thân" (1656), qui permet une datation précise de la statue.

### Période dynastique
Deux théories concurrentes datent l'arrivée du bouddhisme au Vietnam. L'une au IIIe ou IIe siècle av. J.-C. avant notre ère par les délégations d'Inde, l'autre au cours du Ier ou IIe siècle depuis la Chine. Dans les deux cas, à la fin du IIe siècle de notre ère, le Vietnam devient dans un centre régional majeur du bouddhisme mahāyāna à Luy Lâu (actuelle province de Bắc Ninh, au nord-est de la capitale, Hanoi). Luy Lâu était la capitale de la région du fleuve Han de Jiaozhi et a été un endroit fréquenté par de nombreux moines indiens bouddhistes missionnaires sur la route vers la Chine. Les moines ont suivi les voies de commerce maritime depuis le sous-continent indien, utilisées par les commerçants Indiens. Un certain nombre de soutras du Mahayana et le āgamas ont été traduits en chinois classique, y compris le Sūtra en quarante-deux articles et l'Ānāpānasati.
Jiaozhi a aussi été le berceau du missionnaire bouddhiste Kang Senghui qui était d'origine sogdienne.
Au cours des dix-huit siècles suivants, le Vietnam et la Chine partagèrent de nombreuses traits communs de leur patrimoine culturel, philosophique et religieux. Cela était dû au fait de leur proximité géographique et aux deux annexions par la Chine du Vietnam. Le bouddhisme vietnamien est donc lié au bouddhisme chinois en général, et dans une certaine mesure, reflète la formation du bouddhisme en Chine après la dynastie Song. Le bouddhisme Theravāda, pour sa part, serait apparu dans le sud à la suite de l'annexion des Khmers et de leurs territoires.
Au cours de la dynastie Đinh (968 - 980), le bouddhisme a été reconnu par l'état comme foi officielle (~ 971), estimé par les monarques vietnamiens . Le début de la dynastie Lê (980-1009) lui fit bénéficier de la même reconnaissance. La croissance du bouddhisme au cours de cette période est attribuée au recrutement de moines érudits à la cour, l'État nouvellement indépendant ayant eu besoin d'une base idéologique pour la construction d'un pays. Par la suite, ce rôle a été cédé au confucianisme.
Le bouddhisme vietnamien a atteint son apogée au cours de la dynastie Lý (1009 - 1225) grâce au fondateur, Lý Thái Tổ, qui grandit dans une pagode. Tous les rois au cours de la dynastie des Lý ont professé et officialisé le bouddhisme en tant que religion d'état. Cela perdura avec la dynastie Trần (1225-1400), mais le bouddhisme a eu à partager le terrain avec le confucianisme émergent.
Au XVe siècle, le bouddhisme tombe en disgrâce à la cour de la dernière dynastie Lê, bien que toujours pratiqué dans la population. Des responsables tels que Lê Quát (en) l'ont qualifié d'hérétique et de vain. Il ne regagna les faveurs du pouvoir qu'au XIXe siècle sous la dynastie Nguyễn, qui lui accorde le soutien royal.
Un mouvement néo-bouddhiste (Chấn hưng Phot giáo) est apparu dans les années 1920 dans le but de réformer et de renforcer le bouddhisme institutionnel, qui avait perdu tout terrain face à la propagation du christianisme et à la croissance d'autres religions sous le régime français. Le mouvement s'est poursuivi dans les années 1950.

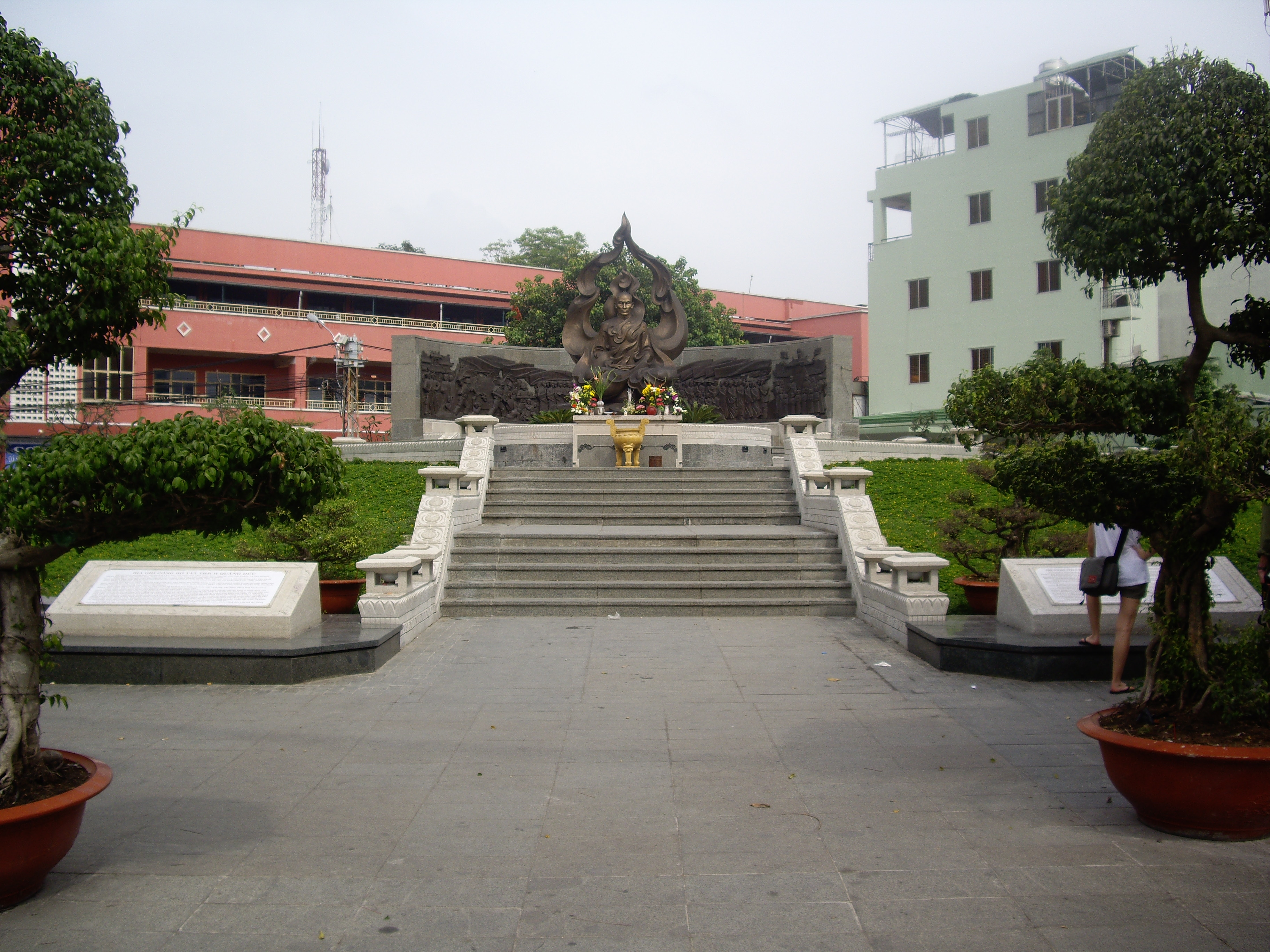
Monument à Thích Quảng Đức, qui s'est immolé, en 1963, en signe de protestation contre les persécutions des Bouddhistes sous l'administration de Ngô Đình Diệm au Vietnam du Sud.

### Période républicaine
De 1954 à 1975, le Vietnam a été divisé entre le Nord et le Sud. Dans un pays où les enquêtes sur la pratique religieuse donnaient la majorité bouddhiste d'environ 50 à 70 %,,,,,, la politique du président Ngô Đình Diệm a engendré des protestations et des allégations de partialité religieuse. En tant que membre de la minorité catholique vietnamienne, il a poursuivi des politiques pro-catholiques qui ont contrarié les bouddhistes.
En mai 1963, dans la ville centrale de Huế, où siégeait l'archevêque, le frère aîné du président, Ngô Đình Thục, il était interdit aux bouddhistes d'arborer des drapeaux bouddhistes lors des célébrations du Vesak. Quelques jours auparavant, des catholiques avaient été autorisés à étrenner des drapeaux religieux lors d'une célébration en l'honneur du nouvel archevêque. Cela a conduit à des rassemblements de masse contre le gouvernement de Diệm, qualifiés de Crise bouddhiste. Les conflits ont culminé avec le suicide par immolation de Thích Quảng Đức. Le frère cadet du président Diệm, Ngô Đình Nhu, s'est déclaré favorable à l'usage de la force et envoya les Forces spéciales de l'armée de la République du Viêt Nam qui lança des raids contre la pagode Xá Lợi, faisant de nombreuses victimes. Découragé par l'outrage public, le gouvernement américain retira son soutien au régime. Le président Diệm fut renversé et tué dans le coup d'État de 1963.,.
La force politique des bouddhistes s'est accrue dans les années 1960, alors que les différentes écoles et ordres se réunissaient pour former l'Église bouddhiste unifiée du Vietnam (Sangha). Ses dirigeants comme Thích Trí Quang ont eu une influence considérable dans la vie politique nationale, à des moments difficiles pour le gouvernement.
Avec la chute de Saigon en 1975, toute la nation passa sous la domination communiste. De nombreuses pratiques religieuses, y compris le bouddhisme, ont été découragées. Au nord, le gouvernement avait créé la Sangha bouddhiste unifiée du Vietnam, cooptant le clergé pour fonctionner sous les auspices du gouvernement, mais au sud, la sangha bouddhiste unifiée du Vietnam exerçait toujours le pouvoir et défiait le pouvoir communiste. Les dirigeants de la Sangha furent ainsi arrêtés et emprisonnés ; les propriétés de l'institution ont été saisies et elle-même a été déclarée illégale. La Sangha bouddhiste du Vietnam nouvellement créée, conçue comme l'union définitive de toutes les organisations bouddhistes, était désormais sous le contrôle total de l'État.
Depuis le Đổi Mới (1986), de nombreuses réformes ont permis la pratique relativement libre du bouddhisme pour les particuliers. Cependant, aucune sangha organisée n'est autorisée à fonctionner indépendamment de celle de l'État. Ce n'est qu'en 2007 que le bouddhisme de Terre pure, le type de bouddhisme le plus répandu au Vietnam, a été officiellement reconnu comme religion par le gouvernement. Thích Quảng Độ, le patriarche de la Sangha bouddhiste unifiée, après avoir été emprisonné, reste sous surveillance et limité dans ses déplacements.
Aujourd'hui, les bouddhistes se retrouvent partout au Vietnam, du nord au sud. Le bouddhisme est la plus grande religion organisée au Vietnam, avec entre 9 %, de la population s'identifiant comme bouddhiste.

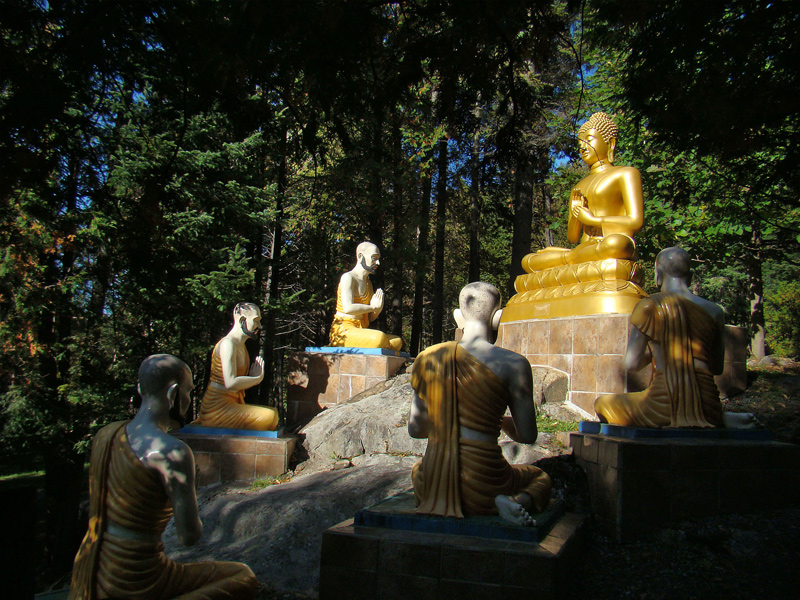
Monastère bouddhiste de Tam Bao Son, Harrington, Québec, Canada.

### À l'étranger
Après la chute du Sud et l'instauration du communisme en 1975, à la fin de la Guerre du Viêt Nam, la plus grande communauté bouddhiste est apparue en Amérique du Nord. Depuis lors, la communauté bouddhiste vietnamienne nord-américaine compte aujourd'hui quelque 160 temples et centres. Le prosélytisme n'est pas une priorité.
Le plus célèbre pratiquant de la branche Thiền du bouddhisme vietnamien en Occident est Thích Nhất Hạnh, auteur de dizaines de livres et cofondateur du centre du Dharma du village des Pruniers (Plum village) en France avec la moniale bhikṣuṇī et le Maître Zen Chân Không. Selon Nguyen et Barber, la renommée de Thích Nhất Hạnh dans le monde occidental en tant que défenseur du bouddhisme engagé et d'un nouveau style de Thiền n'a « aucune affinité ni aucune base dans les pratiques traditionnelles bouddhistes vietnamiennes », et selon Alexandre Soucy (2007), son style de bouddhisme zen n'est pas le reflet de l'authentique bouddhisme vietnamien. Thích Nhất Hạnh raconte souvent ses débuts au Vietnam lors de ses entretiens sur le Dharma, affirmant qu'il avait poursuivi et développé cette pratique en Occident, qui avait une saveur distincte du Thiền vietnamien.
Les enseignements bouddhistes de Thích Nhất Hạnh ont commencé à revenir au Vietnam, où le paysage bouddhiste est maintenant façonné par le bouddhisme combiné vietnamien et occidentalisé, davantage axé sur les pratiques méditatives.

## Pratique
Au Vietnam, les adeptes pratiquent des traditions différentes sans aucun problème ni sens de contradiction. Peu de bouddhistes vietnamiens s'identifieraient comme relevant d'un type particulier de bouddhisme, comme un chrétien pourrait s'identifier par une dénomination, par exemple. Bien que le bouddhisme vietnamien n'ait pas de structure centralisée forte, la pratique est similaire dans tout le pays dans presque tous les temples et pagodes.
Gagner du mérite est la pratique la plus courante et la plus essentielle dans le bouddhisme vietnamien, avec la conviction que la libération a lieu avec l'aide de bouddhas et de bodhisattvas. Les moines bouddhistes chantent couramment des sutras, récitent les noms des bouddhas (en particulier Amitābha), se repentent et prient pour la renaissance dans la Terre Pure.
Le Sūtra du Lotus , le Sūtra d'Amitābha et la version courte de la Nilakantha Dharani(en vietnamien: Chú Đại Bi ou Đại Bi Tâm Đà La Ni, à l'intention du boddhisattva féminin Quan Âm, la Guanyin chinoise) sont les plus couramment récités. La plupart des Sutras et des textes, rédigés en chinois classique, sont psalmodiés en prononciation sinoxénique (le "Hán-Việt" en vietnamien) et sont incompréhensibles pour la plupart des pratiquants.
Trois offices sont pratiqués régulièrement à l'aube, à midi et au crépuscule. Ils comprennent la lecture de sutras avec niệm Phật et la récitation de dhāraṇī et kinh hành (la méditation en marchant). Des laïcs se joignent parfois aux services au temple et des fidèles bouddhistes pratiquent les offices chez eux. Des services spéciaux tels que Sam Nguyen/Sam Hoi (confession - repentance) ont lieu lors de la pleine lune et la nouvelle lune de chaque mois. La pratique de Niệm Phật est une façon de se repentir et de purifier le mauvais karma.
Les temples et pagodes bouddhistes jouent aussi un rôle important dans les rituels de mort et les funérailles chez les Vietnamiens d'outre-mer.

### Galerie Chú Đại Bi
Au Viêt Nam, à l'entrée de nombreuses pagodes, notamment dans les lieux touristiques, le Chú Đại Bi (Mantra de la Grande Compassion), est proposé: soit imprimé sur simple feuillet en noir et blanc, soit sous forme de  livret en couleur sur papier glacé. Ils sont réalisés à l'initiative de pratiquants bouddhistes qui en font offrande au sangha.
| Description des illustrations: * À gauche : Feuille de papier ordinaire (21x29,7cm). Texte complet du Chú Đại Bi, soit 84 versets, imprimé en noir et blanc. En haut de la page, de part et d'autre, figurent les représentations d' A Di Đà et de Quán Âm. * Au centre : Deux livrets, premières de couvertures, carton souple, 21x14.5 cm. -Exemplaire de couleur verte, 32 p. : Quan Âm (ou Quán Thế Âm Bồ Tát) est debout sur un lotus. Elle est représentée sous sa forme aux vingt-quatre bras et aux onze visages,. La signification (et non la traduction littérale) des mots «Nghi Thức Trì Tụng» est: «Instructions pour bien réciter (le CHÚ ĐẠI BI)». -Exemplaire de couleur orangée, 12 p. : Quán Âm est assise sur un lotus. Dans sa main droite, elle tient un rameau de saule pour l'aspersion de l'eau divine purificatrice, contenue dans le vase posé sur la paume de sa main gauche. Au milieu de sa coiffure est représentée l'effigie du Bouddha A Di Đà (Amitābha). * À droite : Un des livrets ouvert. On peut lire les versets numérotés 1-42 du Chú Đại Bi, soit la moitié du texte intégral. Remarque: l'un des livrets compte plus de pages (32) que l'autre (12) parce qu'il est plus illustré et contient des instructions rituéliques (suivant la mention figurant sur la première de couverture). |  | Description des illustrations: * À gauche : Feuille de papier ordinaire (21x29,7cm). Texte complet du Chú Đại Bi, soit 84 versets, imprimé en noir et blanc. En haut de la page, de part et d'autre, figurent les représentations d' A Di Đà et de Quán Âm. * Au centre : Deux livrets, premières de couvertures, carton souple, 21x14.5 cm. -Exemplaire de couleur verte, 32 p. : Quan Âm (ou Quán Thế Âm Bồ Tát) est debout sur un lotus. Elle est représentée sous sa forme aux vingt-quatre bras et aux onze visages,. La signification (et non la traduction littérale) des mots «Nghi Thức Trì Tụng» est: «Instructions pour bien réciter (le CHÚ ĐẠI BI)». -Exemplaire de couleur orangée, 12 p. : Quán Âm est assise sur un lotus. Dans sa main droite, elle tient un rameau de saule pour l'aspersion de l'eau divine purificatrice, contenue dans le vase posé sur la paume de sa main gauche. Au milieu de sa coiffure est représentée l'effigie du Bouddha A Di Đà (Amitābha). * À droite : Un des livrets ouvert. On peut lire les versets numérotés 1-42 du Chú Đại Bi, soit la moitié du texte intégral. Remarque: l'un des livrets compte plus de pages (32) que l'autre (12) parce qu'il est plus illustré et contient des instructions rituéliques (suivant la mention figurant sur la première de couverture). |  | Description des illustrations: * À gauche : Feuille de papier ordinaire (21x29,7cm). Texte complet du Chú Đại Bi, soit 84 versets, imprimé en noir et blanc. En haut de la page, de part et d'autre, figurent les représentations d' A Di Đà et de Quán Âm. * Au centre : Deux livrets, premières de couvertures, carton souple, 21x14.5 cm. -Exemplaire de couleur verte, 32 p. : Quan Âm (ou Quán Thế Âm Bồ Tát) est debout sur un lotus. Elle est représentée sous sa forme aux vingt-quatre bras et aux onze visages,. La signification (et non la traduction littérale) des mots «Nghi Thức Trì Tụng» est: «Instructions pour bien réciter (le CHÚ ĐẠI BI)». -Exemplaire de couleur orangée, 12 p. : Quán Âm est assise sur un lotus. Dans sa main droite, elle tient un rameau de saule pour l'aspersion de l'eau divine purificatrice, contenue dans le vase posé sur la paume de sa main gauche. Au milieu de sa coiffure est représentée l'effigie du Bouddha A Di Đà (Amitābha). * À droite : Un des livrets ouvert. On peut lire les versets numérotés 1-42 du Chú Đại Bi, soit la moitié du texte intégral. Remarque: l'un des livrets compte plus de pages (32) que l'autre (12) parce qu'il est plus illustré et contient des instructions rituéliques (suivant la mention figurant sur la première de couverture). |

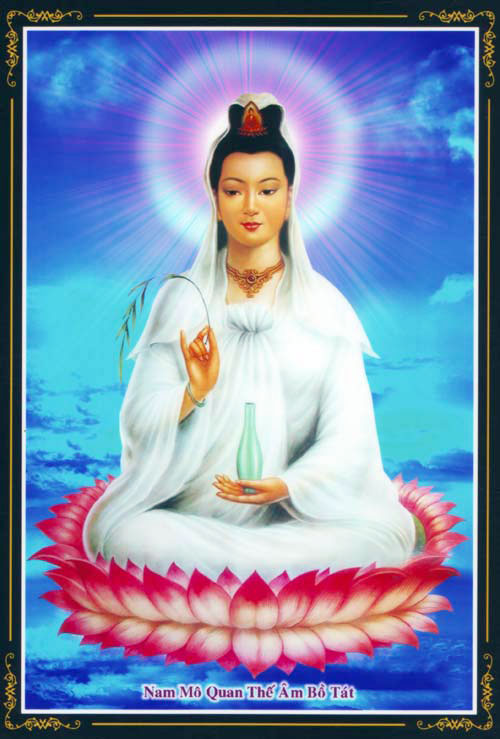
Représentation vietnamienne de Guanyin, désignée par les noms: Quan Âm ou Quán Thế Âm, et aussi Quán Thế Âm Bồ Tát (Bodhisattva Quán Thế Âm). Utilisée comme image votive et protectrice (Auteur anonyme et année de création inconnue).

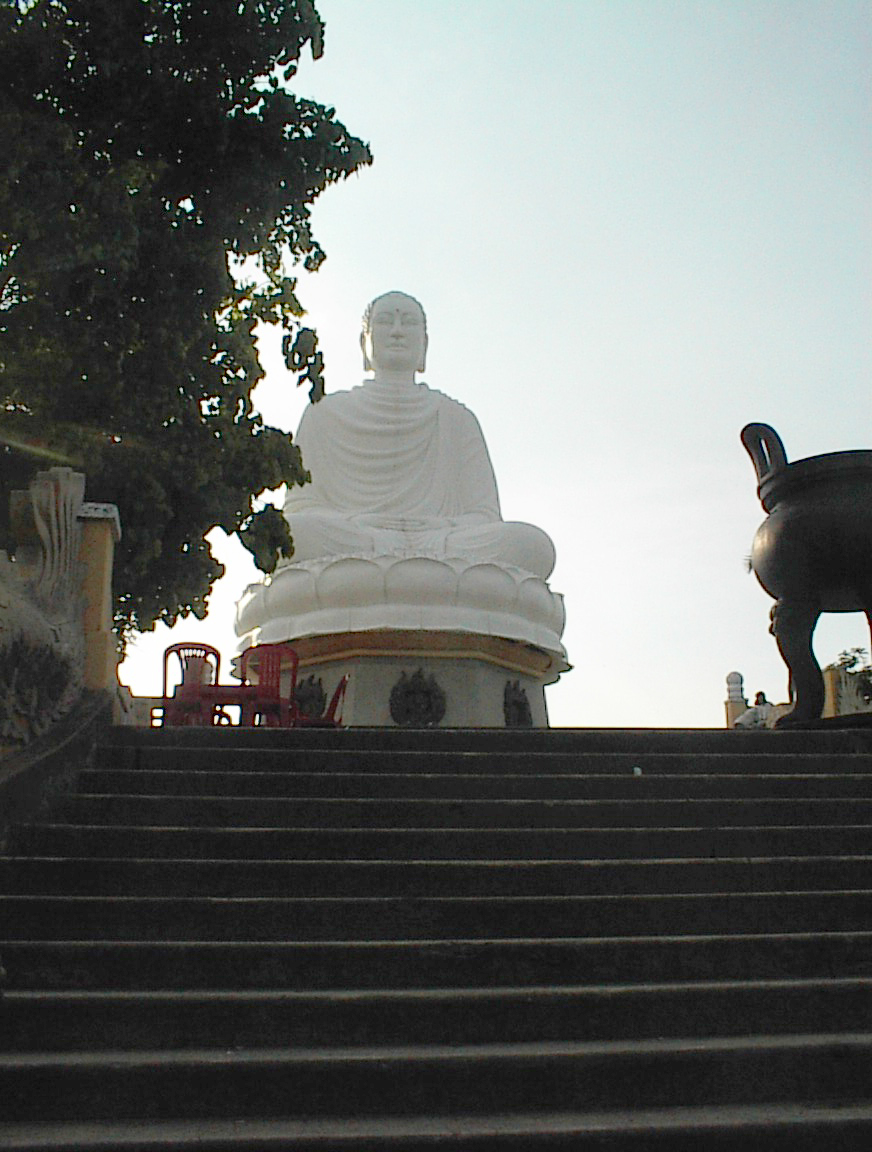
Bouddha Hải Đức, statue de 9.15 m érigée en 1964 à la Pagode Long Sơn à Nha Trang.

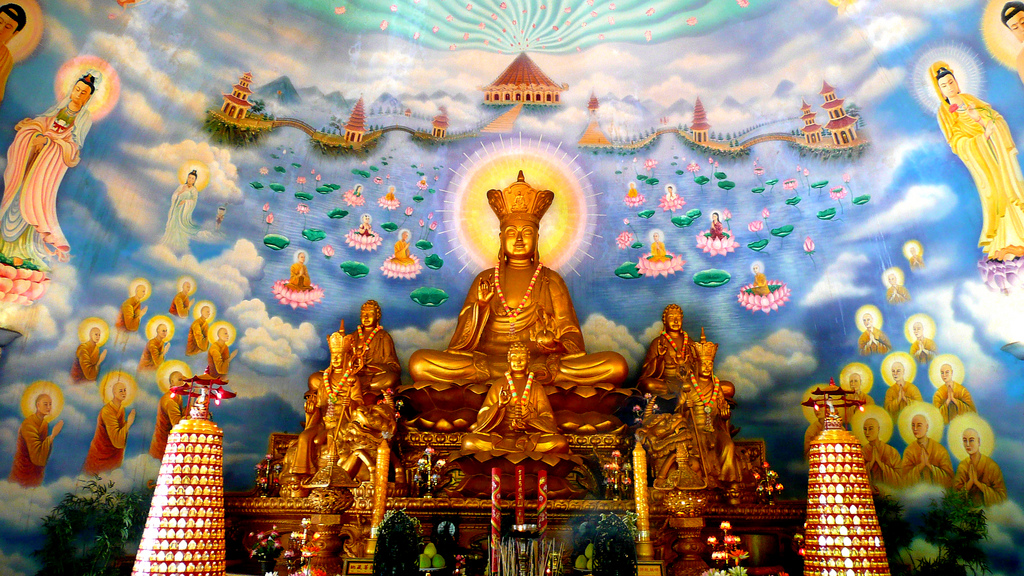
Art vietnamien de la Terre pure de Kṣitigarbha.

| Description des illustrations: - À gauche : Feuille de papier ordinaire (21x29,7cm). Texte complet du Chú Đại Bi, soit 84 versets, imprimé en noir et blanc. En haut de la page, de part et d'autre, figurent les représentations d' A Di Đà et de Quán Âm. - Au centre : Deux livrets, premières de couvertures, carton souple, 21x14.5 cm. -Exemplaire de couleur verte, 32 p. : Quan Âm (ou Quán Thế Âm Bồ Tát) est debout sur un lotus. Elle est représentée sous sa forme aux vingt-quatre bras et aux onze visages,. La signification (et non la traduction littérale) des mots «Nghi Thức Trì Tụng» est: «Instructions pour bien réciter (le CHÚ ĐẠI BI)». -Exemplaire de couleur orangée, 12 p. : Quán Âm est assise sur un lotus. Dans sa main droite, elle tient un rameau de saule pour l'aspersion de l'eau divine purificatrice, contenue dans le vase posé sur la paume de sa main gauche. Au milieu de sa coiffure est représentée l'effigie du Bouddha A Di Đà (Amitābha). - À droite : Un des livrets ouvert. On peut lire les versets numérotés 1-42 du Chú Đại Bi, soit la moitié du texte intégral. Remarque: l'un des livrets compte plus de pages (32) que l'autre (12) parce qu'il est plus illustré et contient des instructions rituéliques (suivant la mention figurant sur la première de couverture). |  | |  | |

## Pagode et temple
En français, le lieu de culte bouddhique est désigné par les mots « temple bouddhiste (ou bouddhique) », quel que soit le type de construction : une pagode , un chörten, un stūpa, un wat, dont la structure architecturale diffère selon le pays où elle est bâtie.  
Toutefois, lorsqu’il  s’agit d’un lieu de culte vietnamien, l’emploi du mot « temple » est parfois inapproprié. Il est en effet la traduction de deux mots de sens proches mais non identiques : « chùa= pagode en français » et « đền = temple en français », qui désignent des édifices n’ayant pas les mêmes destinations cultuelles (dont l’une n’a aucun lien d’ordre spirituel avec le bouddhisme). Dans les faits cela ne pose pas de problème, car d’une certaine façon, on peut dire qu’ils sont complémentaires dans l’esprit des Vietnamiens. Étant souvent situés à proximité l’un de l’autre, nombre de fidèles s’y rendent successivement, les 1er et 15e jours des mois lunaires (et aussi, pour certains les 14e, 29e, 30e  jours).
Il est fréquent, tant en ville que dans un village, que l’édifice destiné au culte remplisse la double fonction de « pagode » (entrée principale en façade) et  de « temple » (entrée séparée côté droit ou côté gauche, ou  derrière l’édifice).
Aussi est-il préférable de traduire soit par le mot « pagode », soit par « temple » selon la situation, plutôt que par « temple », dans tous les cas.
Les quelques explications qui suivent permettront de mieux comprendre pourquoi.

### La pagode
En vietnamien: « chùa ». En ville, quand il s’agit d’une ancienne pagode considérée comme importante (d’un point de vue historique), elle peut être entourée d’un parc comprenant, en plus du lieu de culte proprement dit, une tour à étages (nombre variable), dans laquelle il peut y avoir une ou plusieurs cloches,  généralement installées en bas, et non au sommet, comme c’est le cas dans une église chrétienne (par exemple: la pagode de la Dame céleste à Hué et la pagode Trấn Quốc à Hanoï) ;  il peut aussi y avoir un ou plusieurs autres bâtiments réservés aux moines ou aux nonnes,.
À la campagne, la pagode est  toujours entourée d’un jardin.

### Le temple
En vietnamien : « đền ». Lorsqu’on remonte au  IIe siècle de l’ère moderne, on constate que les pratiques religieuses et cultuelles qui se sont développées au nord, au  centre et au sud du pays sont différentes, du fait de contextes historiques particuliers.
Au nord, dix siècles de domination chinoise ont profondément gravé une triple empreinte : taoïsme, confucianisme et bouddhisme mahayana (du IIe  au  XIIIe siècle).
Au centre  et au sud s’étendait le  royaume de Champā (jusqu’à la fin du XVe siècle), où dominaient les cultures hindouiste (principalement) et bouddhiste (dans une moindre mesure).
Ainsi, au nord, depuis des siècles et encore de nos jours, dans le lieu de culte désigné par le mot « đền », sont révérés  des personnages historiques masculins ou féminins, dont les actions ont eu un lien direct avec la lutte contre les armées chinoises ou mongoles jusqu’à la fin du  XIIIe siècle. En voici  quelques exemples (liste non exhaustive):
- Personnages masculins: les anciens souverains Hùng Vương, Lý Thái Tổ , Đinh Bộ Lĩnh ; le général Trần Hưng Đạo (également honoré au sud, où de nombreux temples lui sont dédiés).

- Personnages féminins : les Sœurs Trung, la reine Y Lan (XIIe siècle)[34].

Il peut également s’agir de personnages légendaires issus :
- Soit des croyances ancestrales vietnamiennes : le culte des Saintes Mères  (thánh Mẫu) de la Terre, des Eaux, des Monts et de la Forêt  (dans ce cas, il y a deux appellations possibles pour désigner le lieu de culte : «đền » ou  « phủ »)[35].,[36].

- Soit du taoïsme ‘importé’ de Chine: l’empereur de Jade (par syncrétisme, il est parfois représenté dans les pagodes)[37].

Deux autres « Temples » très connus situés  à Hanoï doivent être mentionnés :
- Le Temple Ngoc Son (Đền Ngọc Sơn) érigé sur un îlot au nord du lac Hoan Kiem, est dédié à la fois à un personnage historique vietnamien et à des génies taoïstes et confucianistes.

- Le Temple de la littérature, qui n’est pas un temple au sens de «đền », n’ayant pas été construit  à des fins religieuses.

Les anciens temples taoïstes (appellations en vietnamien « quán » ou « đền »). Très répandus dans le Vietnam du XIe siècle, il en subsiste quelques-uns de nos jours, principalement à Hanoï. Le plus connu et visité (principalement par les touristes étrangers) est le temple de Quán Thánh.
Autres lieux de culte pouvant être assimilés à des temples. Dans les villages il y a d’autres lieux de culte qui ne sont pas désignés par le mot « đền ». Ce sont : « Le temple des anciens du village » (thọ từ) et « Le temple du clan familial » (từ đường).
- Photographies de pagodes et de temples situés au nord, au centre et au sud du pays, autres que les plus connus mentionnés ci-dessus ayant un lien interne.

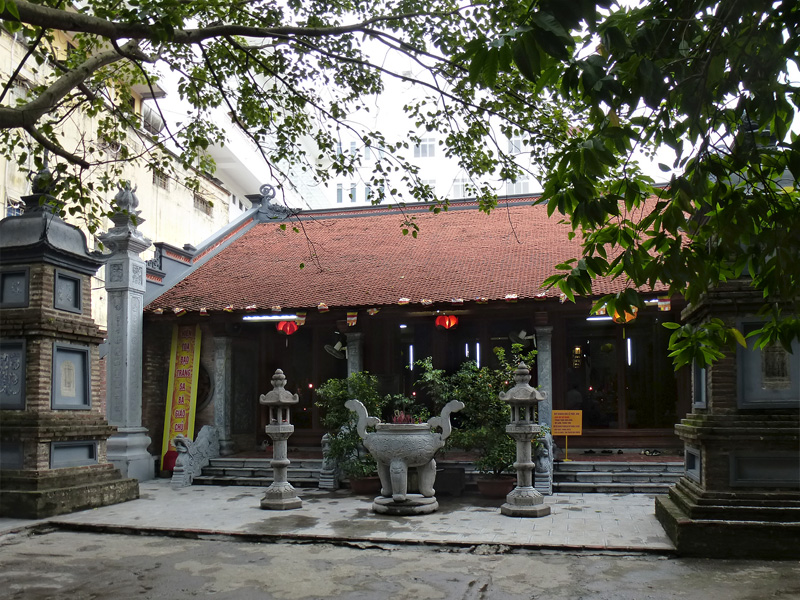
Hanoi (nord). Pagode de la Dame de pierre (Chùa Bà Đá), rue Nhà Thờ. Photo prise en novembre 2013.
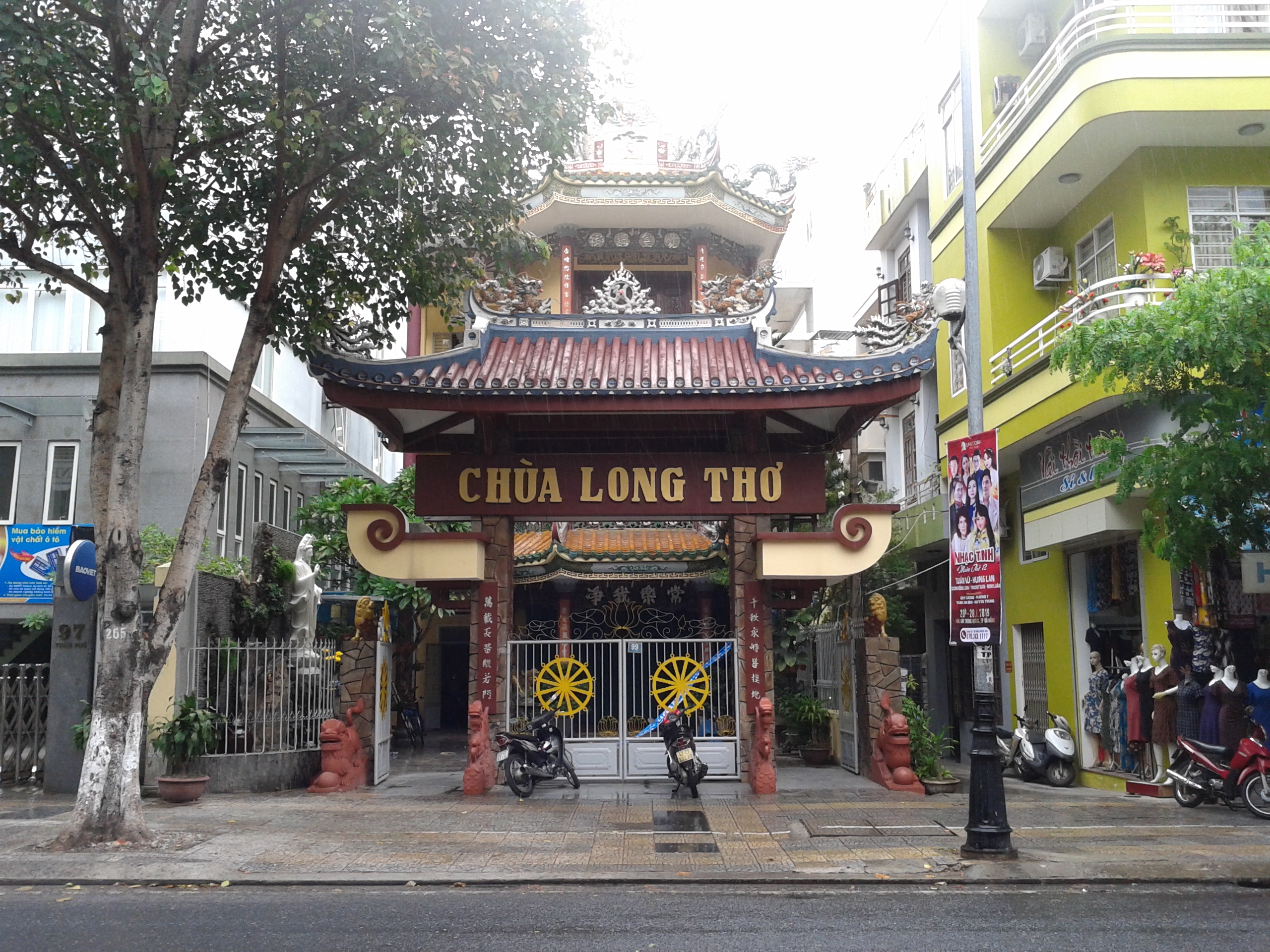
Danang (centre).Pagode Long Thơ, 99 rue Trần Phú. Photo prise en septembre 2019.
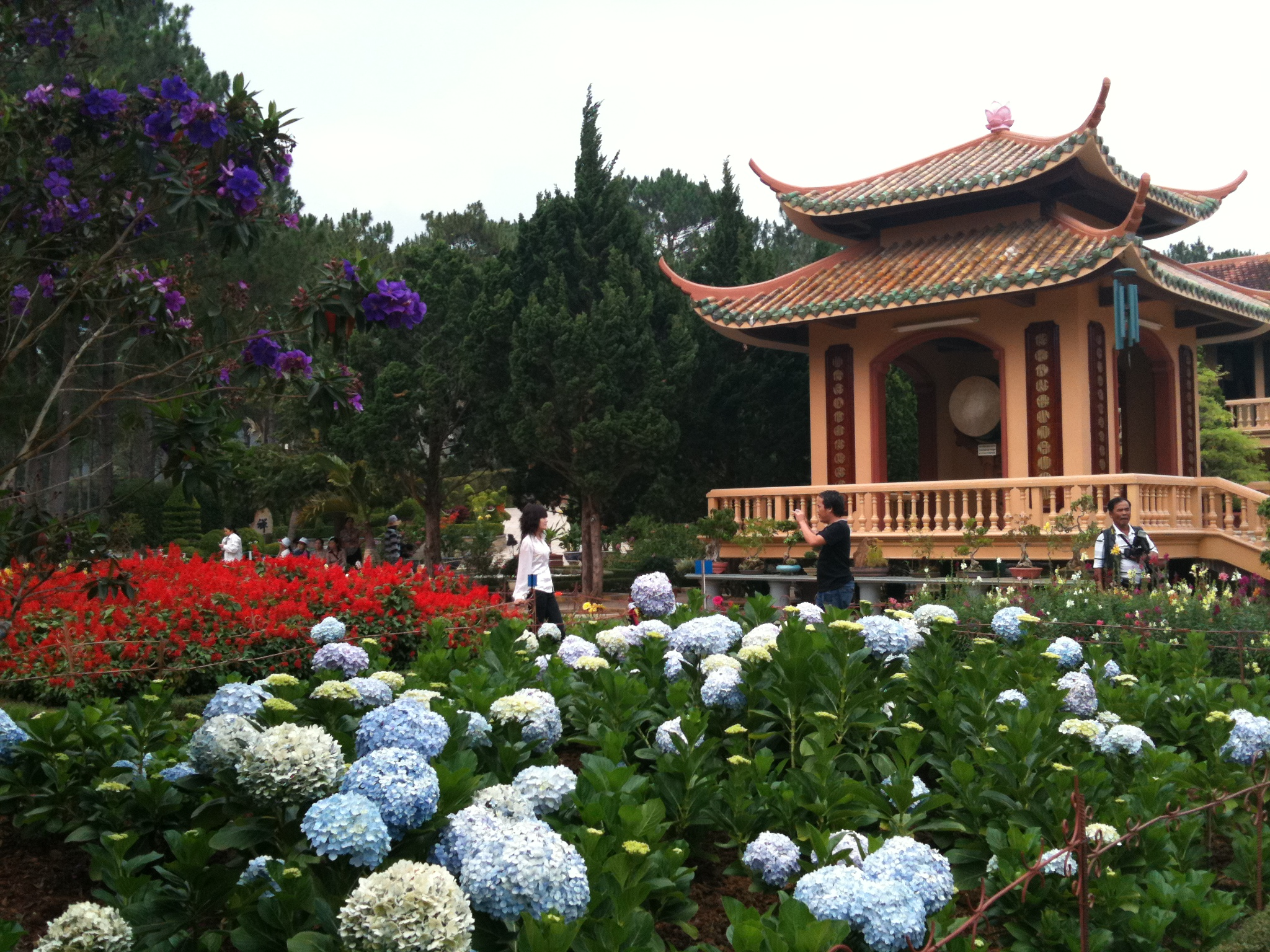
Đà Lạt (centre). Jardin de la pagode Trúc Lâm. Photo prise en mars 2010.
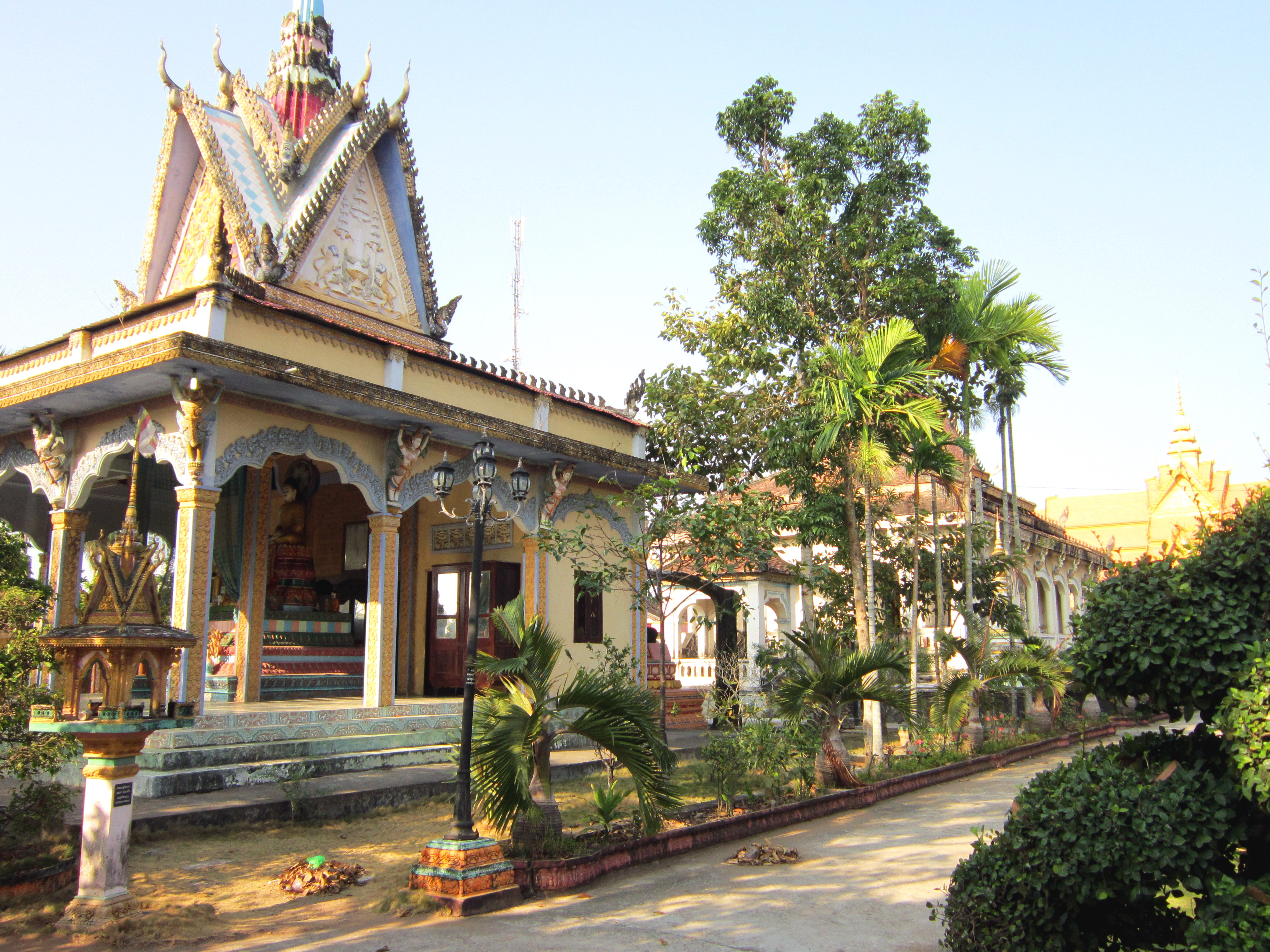
Trà Vinh (sud).Style khmer.Pagode Ông Mẹt Kompong Ksan. Photo prise en mars 2013.
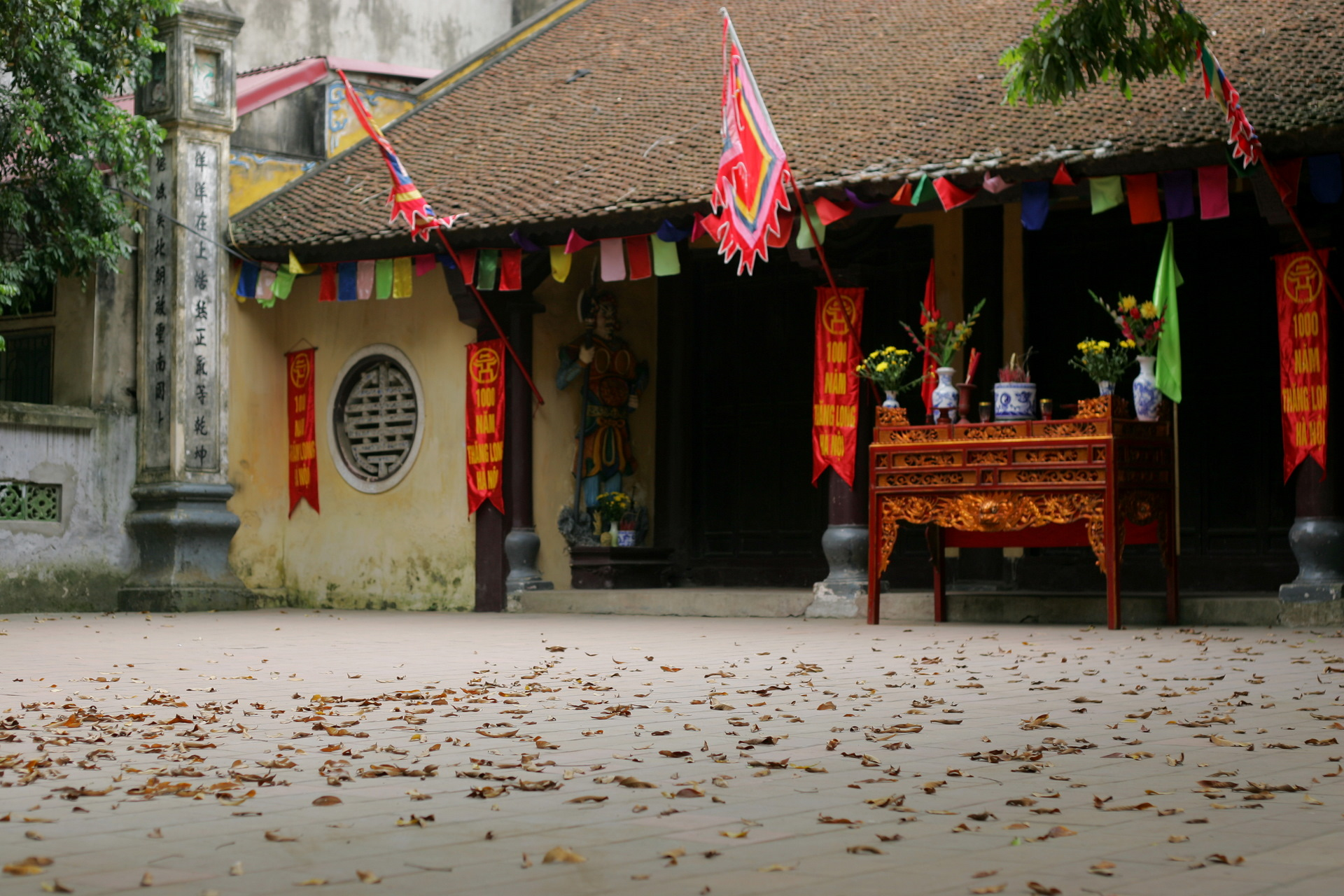
Hanoi. Temple des sœurs Trung (Hai Bà Trưng). Photo prise en décembre 2013.
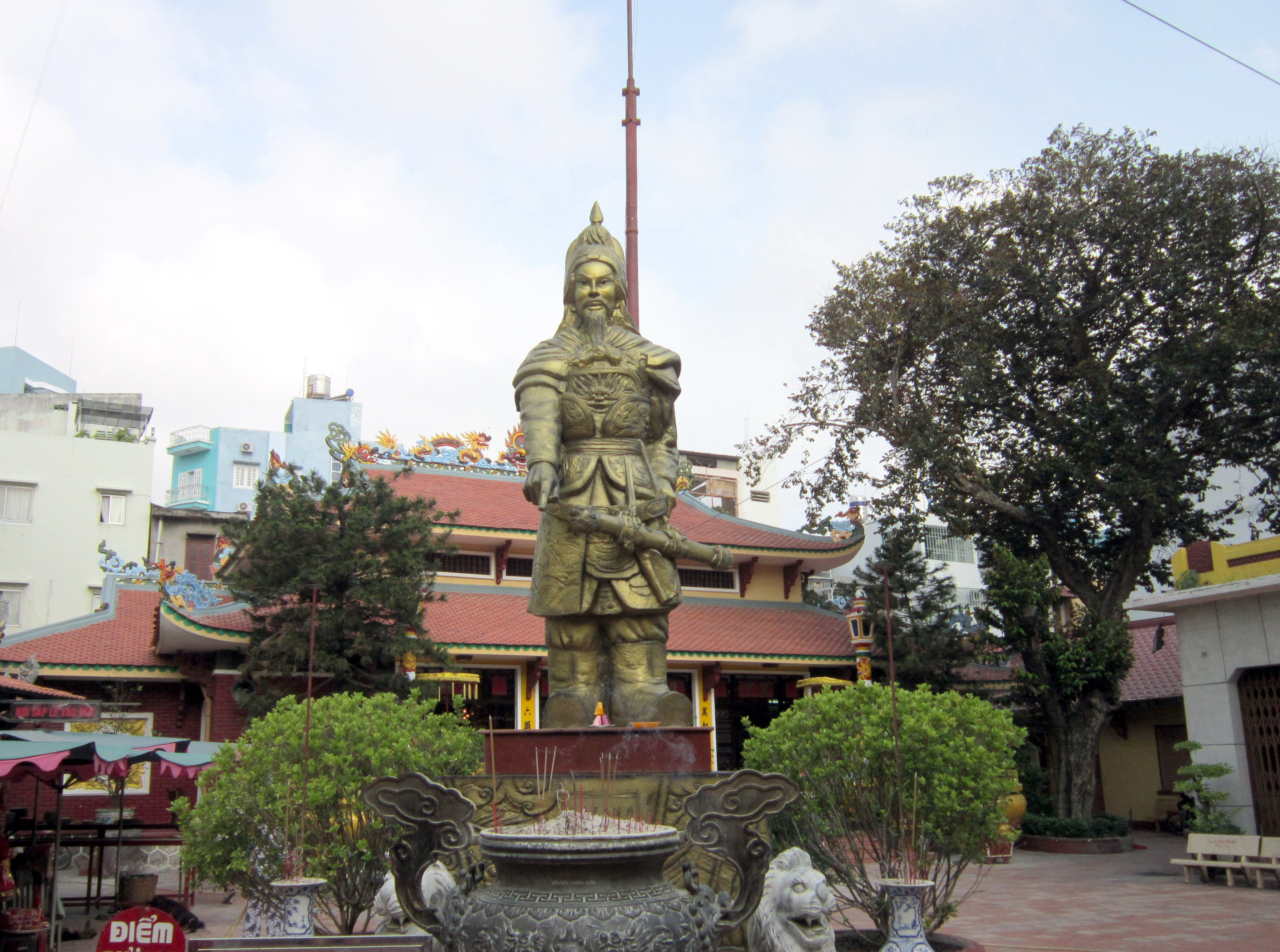
Ho Chi Minh Ville (sud).Temple Trần Hưng Đạo, 36 rue Võ Thị Sáu. Photo prise en mars 2013.

## Les Branches

### Traditions Mahāyāna

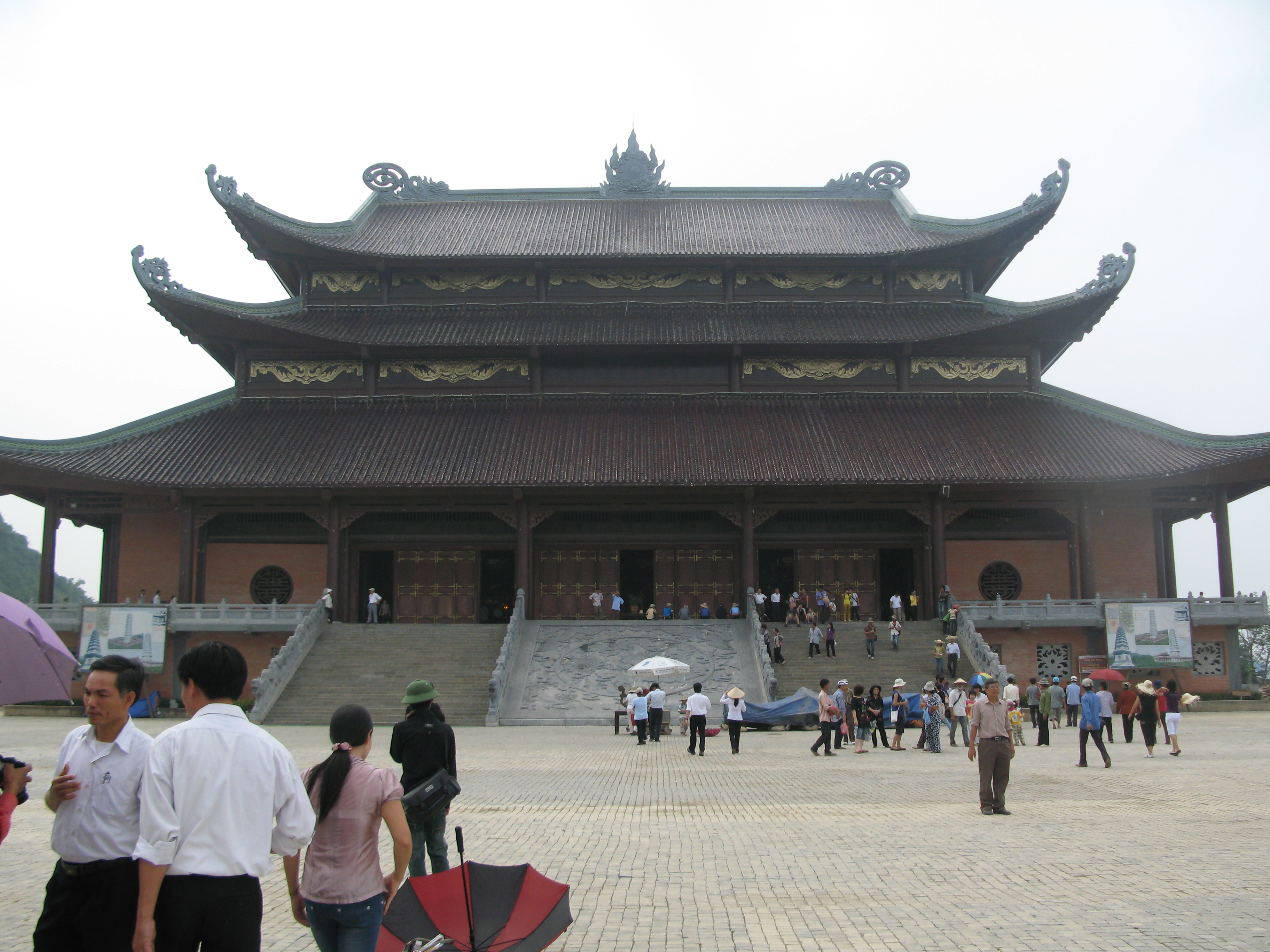
Le Pagode de Bái Đính dans la province de Ninh Bình.

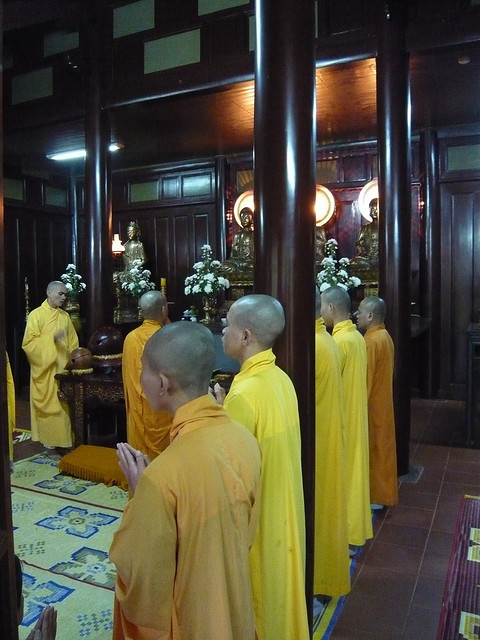
Moines pendant un service de Huế.

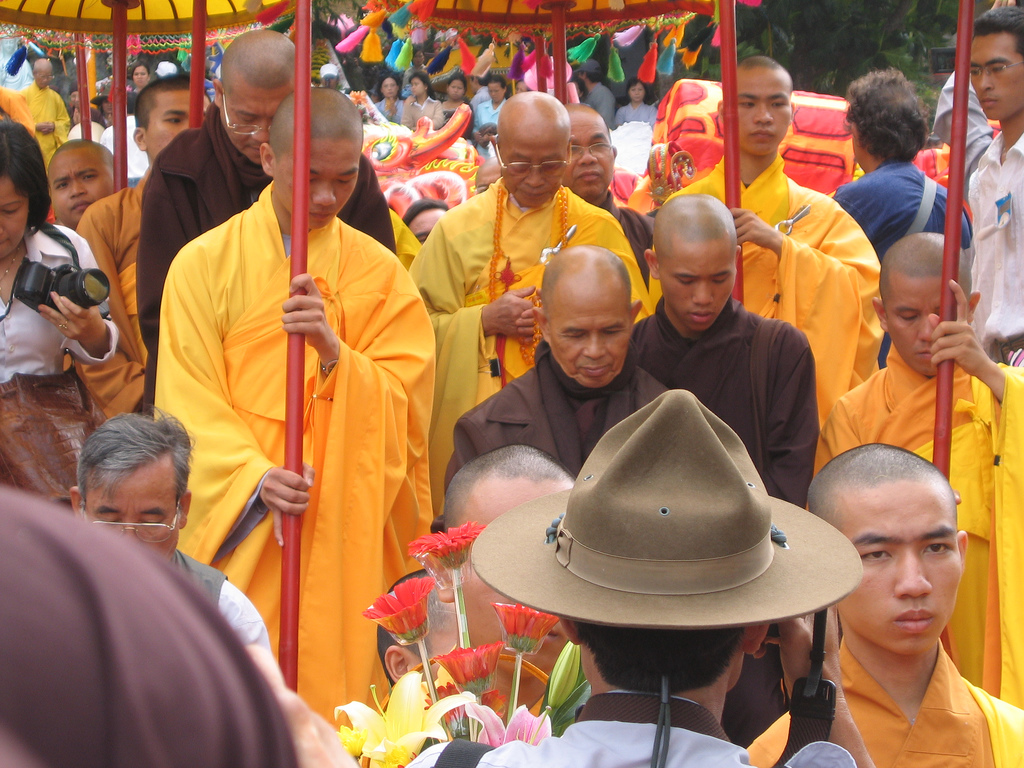
Thich Nhat Hanh, lors de sa visite à Danang (Vietnam), le 5 avril 2007.

La position doctrinale générale du bouddhisme vietnamien est le système inclusif de Tiantai, la métaphysique supérieure étant donnée par l'école Huayan (vietnamien : Hoa Nghiêm) ; cependant, l'orientation du bouddhisme vietnamien est syncrétique sans faire de telles distinctions. Par conséquent, la pratique moderne peut être très éclectique, comprenant les éléments de Thiền (bouddhisme Chan), de Thiên Thai  (Tiantai), de Tịnh độ (bouddhisme de la Terre Pure), et les pratiques populaires de Vajrayana. Selon Charles Prebish, beaucoup de sources de documentation en anglais contiennent des idées fausses au sujet de la variété de doctrines et de pratiques traditionnelles du bouddhisme.

« Nous ne considérerons pas ici les idées fausses présentées dans la plupart des documents en anglais concernant la distinction de ces écoles et la forte inclination pour le "syncrétisme" que l'on trouve dans les bouddhismes chinois et vietnamien. On a beaucoup parlé de l'incompatibilité des différentes écoles et de leur difficulté à communiquer avec succès et à combiner leurs doctrines. Aucune de ces théories ne reflète les réalités passées ou présentes du Vietnam (ou de la Chine). Les adeptes n'ont aucun problème à pratiquer les différents enseignements en même temps. »

Les pratiques de la Terre Pure sont peut-être les plus répandues au Vietnam. Il est commun pour les adeptes de réciter des sutras, des chants et prononciation de dhāraṇīs pour obtenir la protection par les bodhisattvas ou dharmapalas . C'est une pratique de dévotion pour ceux qui ont mis leur foi dans Amitābha (vietnamien : A-di-đà). Les adeptes croient qu'ils vont gagner la renaissance dans sa Terre pure en chantant le nom d'Amitabha. Une terre pure est un domaine-Bouddha où l'on peut plus facilement atteindre l'illumination étant donné que la souffrance n'y existe pas.
De nombreuses organisations religieuses n'ont pas été reconnues par le gouvernement. Cependant, en 2007, l'Association vietnamienne de bouddhisme de la Terre pure (Tịnh Độ Cư Sĩ Phật Hội Việt Nam) a obtenu officiellement son statut d'organisation religieuse indépendante et légale.
Thiền est la prononciation sino-xénique de Chan (zen japonais) et dérive du sanscrit "dhyāna". Le récit traditionnel relate qu'en 580, un moine Indien nommé Vinitaruci (vietnamien : Tì-ni-đa-lưu-chi) a voyagé au Vietnam après avoir terminé ses études avec Sengcan, le troisième patriarche du Bouddhisme Chan. Ce serait la première apparition de Thiền. La secte fondée par Vinitaruci et son seul disciple Vietnamien allait devenir connue comme la branche la plus ancienne de Thiền. Après une période d'obscurité, l'École Vinitaruci est devenue l'un des groupes plus influents des bouddhistes au Vietnam au Xe siècle, en particulier sous le mandat du patriarche Vạn-Hạnh (mort en 1018). Les autres premières écoles Zen incluent le Vô Ngôn Thông, qui a été associé à l'enseignement de Mazu Daoyi, et la Thảo Đường, qui a incorporé les mantras nianfo ; les deux ont été fondés par des moines Chinois.
Une nouvelle école Thiền a été fondée par le Roi Trần Nhân Tông (1258 - 1308) ; appelé le Trúc Lâm, l'école du "Bosquet de Bambous", elle a manifesté une profonde influence de la philosophie confucéenne et taoïste. Néanmoins, le prestige de Trúc Lâm a diminué au cours des siècles suivants, alors que le confucianisme est devenu dominant à la cour royale. Au XVIIe siècle, un groupe de moines Chinois dirigé par Nguyên Thiều introduit l'école Ling (Lâm Tế). En émane l'école de Liễu Quán, fondée au XVIIIe siècle et qui est devenu depuis la principale branche du zen vietnamien.

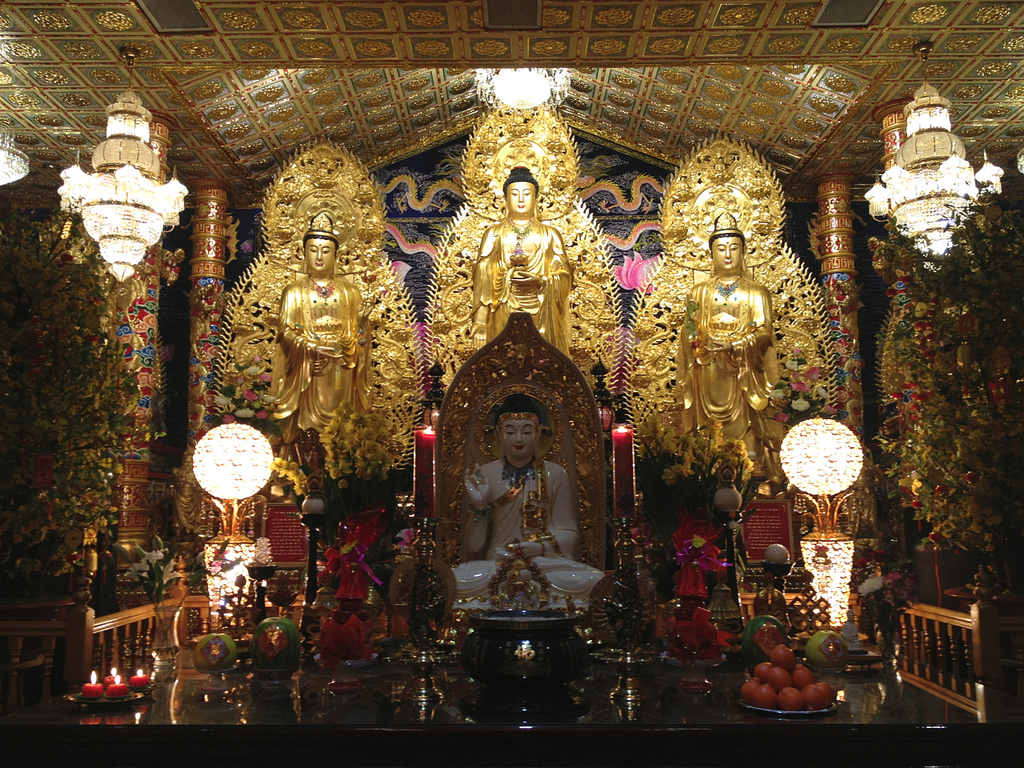
Autel principal d'une pagode vietnamienne près de Seattle. À l'avant se trouve une statue du Bouddha Shakyamuni, le fondateur historique ; à l'arrière-plan, se dresse la "trinité" du Bouddha Amitabha. Sur un côté d'Amitabha, le bodhisattva Avalokitesvara, de l'autre Bodhisattva Mahasthamaprapta.

Certains chercheurs soutiennent que l'importance et la prévalence de Thiền au Vietnam a été grandement exagérée et qu'il a joué plus un rôle rhétorique d'une élite qu'une pratique.
Le Thiền uyển tập anh ((zh), "Collection des Figures marquantes du Jardin Zen") a été le texte principal pour légitimer les lignées Thiền et historiques dans le Vietnam. Cependant, Cuong Tu Nguyen Zen dans le Vietnam médiéval : Étude et Traduction de la Thien Tap Anh (1997) donne un examen critique de la façon dont le texte a été utilisé pour créer une histoire du bouddhisme zen qui est « fort discontinu ». Les pratiques bouddhistes modernes ne reflètent pas le passé Thiền ; au Vietnam, les pratiques courantes sont davantage axées sur le rituel et la dévotion que sur le thème Thiền axé sur la méditation,. Néanmoins, le Vietnam a enregistré une forte croissance de l'obédience zen aujourd'hui. Thích Nhất Hạnh, qui a longtemps résidé en France, et Thích Thanh Từ (en), vivant à Đà Lạt, sont les deux responsables de cet essor du Thiền.

### Theravada

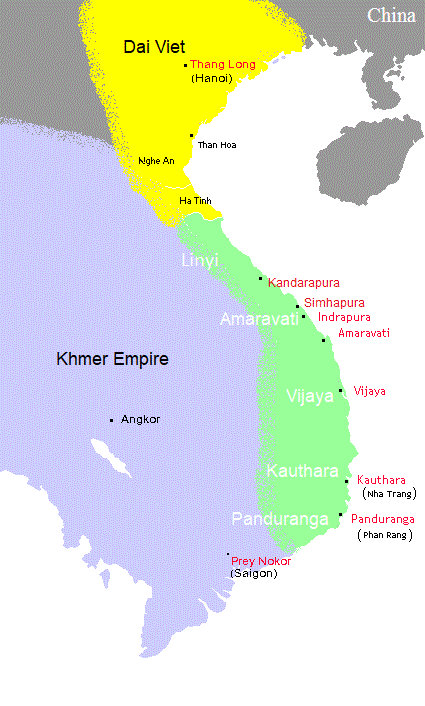
L'Asie du sud-Est vers 1010, le territoire de Đại Việt (en vietnamien) est en jaune.

Le centre et le sud de l'actuel Vietnam ont été à l'origine habités par les Chams et le peuple Khmer, respectivement, qui ont succédé à un Śaiva-Mahāyāna syncrétique (voir bouddhisme au Cambodge) et au bouddhisme Théravada. Đại Việt a annexé les terres occupées par les Cham lors de conquêtes dans le XVe siècle et le XVIIIe siècle a également annexé la partie méridionale de l'Empire Khmer, traçant les frontières actuelles du Vietnam. À partir de ce moment-là, la dominante Đại Việt, prit le pas sur la tradition Mahayana, alors que les Khmers ont continué à pratiquer Theravada.
Dans les années 1920 et 1930, il y a eu émergence d'un certain nombre de mouvements au Vietnam pour le renouveau et la modernisation des activités bouddhistes. Avec la réorganisation des établissements Mahayana, il a développé un intérêt croissant pour la méditation Theravada et pour le canon pali. Celles-ci étaient alors disponibles en français.
Parmi les pionniers qui ont introduit le bouddhisme Theravada dans l'ethnie Đại Việt, il y avait un jeune médecin vétérinaire appelé Lê Văn Giảng. Né dans le Sud, il a fait des études supérieures à Hanoi et, après avoir obtenu son diplôme, a été envoyé à Phnom Penh, au Cambodge, pour travailler pour le gouvernement français. Durant cette période, il s’intéressa particulièrement à la pratique bouddhiste Theravada. Par la suite, il décida de devenir moine et prit le nom de Dhamma Hô-Tông (Vansarakkhita). En 1940, à l'invitation d'un groupe de laïcs bouddhistes dirigé par Nguyễn Văn Hiểu, il retourna au Vietnam afin d'aider à la création du premier temple Theravada pour les bouddhistes vietnamiens à Gò Dưa, Thủ Đức (aujourd'hui un district de Hồ Chí Minh ville). Le temple s'appelait Bửu Quang (Ratana Ramsyarama). Il a été détruit par les troupes françaises en 1947, et reconstruit en 1951. Au temple de Bửu Quang, avec un groupe de Vietnamiens bhikkhu qui avaient reçu leur formation au Cambodge comme Thiện Luật, Bửu Chơn, Kim Quang et Giới Nghiêm, Hộ Tông a commencé à enseigner le Bouddhisme en vietnamien. Il a également traduit de nombreux écrits bouddhistes du canon Pali, et Theravada est devenu une partie de l'activité bouddhiste vietnamienne dans ce pays.
En 1949-1950, Hộ Tông avec Nguyễn Văn Hiểu et des partisans ont construit un nouveau temple à Saigon (aujourd'hui Hồ Chí Minh-Ville), nommé Kỳ Viên Tự (Jetavana Vihara). Ce temple est devenu le centre des activités de Theravada au Vietnam, et suscita un intérêt croissant parmi les bouddhistes vietnamiens. En 1957, la Congrégation vietnamienne bouddhiste Sangha Theravada (Giáo Hội Tăng Nguyên Gia Thủy Việt Nam) a été créée, et tout de suite reconnue par le gouvernement, et le Sangha Theravada élut Vénérable Hộ Tông comme son premier Président, ou Sangharaja.
Depuis Saigon, le mouvement Theravada s'est étendu à d'autres provinces et, bientôt, un certain nombre de temples Theravada pour les bouddhistes vietnamiens ont été établis dans de nombreuses régions du sud et du centre du Vietnam. Il existe 529 temples Theravada dans tout le pays, dont 19 situés à Hồ Chí Minh-Ville et ses environs. Outre les temples de Bửu Quang et Kỳ Viên, d'autres temples sont réputés aujourd'hui : Bửu Long, Giác Quang, Tam Bảo (Đà Nẵng), Thiền Lâm et Huyền Không (Huế), et le grand Thích Ca Phật Đài à Vũng Tàu.